# Michael Gambier-Parry
Pour les articles homonymes, voir Parry.
Michael Denman Gambier-Parry (21 août 1891 - 30 avril 1976) est un officier supérieur de l'armée britannique qui commanda brièvement la 2e division blindée pendant la guerre du Désert de la Seconde Guerre mondiale.